# 목소리를 낮춰요
《목소리를 낮춰요》는 1991년 12월 22일 ~ 1994년 2월 20일까지 방영된 SBS 드라마이며 원래 홈코믹드라마의 성격으로 출발했으나 나중에 서민들의 애환을 담은 드라마로 변신했다.

## 방송 시간
| 방송 기간                          | 방송 시간            |
| ---------------------------------- | -------------------- |
| 1991년 12월 22일 ~ 1992년 3월 22일 | 일요일 오후 9시      |
| 1992년 3월 26일 ~ 1992년 5월 14일  | 목요일 오후 8시 50분 |
| 1992년 5월 21일 ~ 1993년 2월 11일  | 목요일 오후 9시 50분 |
| 1993년 2월 20일 ~ 1993년 10월 16일 | 토요일 오후 9시 55분 |
| 1993년 10월 24일 ~ 1994년 2월 20일 | 일요일 오전 10시     |

## 등장 인물
- 김민종
- 유호정
- 이상아
- 서재경
- 이숙
- 안연홍
- 도지원
- 선우재덕
- 김창숙
- 노주현
- 주현
- 박원숙
- 김원연
- 고정일
- 장혜숙
- 오아랑
- 옥승일
- 김석훈
- 오현경
- 정혜영
- 이종만
- 김인태
- 서상익
- 이원종
- 신충식
- 최란
- 윤철형
- 정재곤
- 성동일
- 공형진
- 이승형
- 강석우
- 박주아
- 김지영
- 여운계
- 임병기
- 신동훈
- 김지영
- 정종준
- 이승형
- 정혜영
- 김희정

## 방영목록
제1화 도시의 나그네
제2화 당신 왜 그래
제3화 환절기 증상
제4화 돌담길
제5화 그는 왜 조는가
제6화 그 남편에 그 아내
제7화 아빠 힘내세요
제8화 봄은 오는데
제9화 외동딸
제10화 고삐풀린 망아지
제11화 봄바람
제12화 인연이 아닌가봐
제13화 해가 서쪽에서 떴다면
제14화 모르는게 약
제15화 마누라는 호랑이
제16화 보이지 않는 사랑
제17화 전화하지 말아요
제18화 무정한 마음
제19화 오!나의 태양
제20화 임시휴업
제21화 엄마의 편지
제22화 보여줄 수 없는 사랑
제23화 이웃
제24화 노래와 사랑이 있는곳
제25화 창과 방패
제26화 또다른 만남을 위해
제27화 들깨와 참깨
제28화 작전상 후퇴
제29화 먹어 맛이 아니라
제30화 나 두 남자
제31화 승은을 입은 뜻은
제32화 주면 좋아서
제33화 개밥에 도토리
제34화 무전여행
제35화 꿈엔들 잊으랴
제36화 키스 코스 카스
제37화 조건없는 사랑
제38화 이젠 됐어
제39화 알긴 뭘 알아(전편)
제40화 알긴 뭘 알아(후편)
제41화 잃어버린 나(상편)
제42화 잃어버린 나(중편)
제43화 잃어버인 나(하편)
제44화 꿀,나의 사랑
제45화 당신은 얼마짜리(전편)
제46화 당신은 얼마자리(후편)
제47화 가는청춘,오는백발
제48화 멀고도 가까운 길
제49화 바늘도둑이 소도둑
제50화 버릴건 버리는 자유
제51화 겨울연가
제52화 천사의 부적
제53화 남편 좋다는게 뭐냐
제54화 진정한 관심
제55화 붉은색 조끼
제56화 역사는 밤에 이루워 진다
제57화 미국에서 온 손님
제58화 뿌리내리기
제59화 실업자의 비애
제60화 패자부활전
제61화 거짓말은 거짓말을 낳고
제62화 결혼전야제
제63화 어느새 봄인가
제64화 벼룩시장
제65화 질투에 나이 있으랴
제66화 술이 원수
제67화 마음을 비웠소
제68화 꿈을 잃은 아이
제69화 봄꿈(전편)
제70화 봄꿈(후편)
제71화 홀로서기(상편)
제72화 홀로서기(중편)
제73화 홀로서기(하편)
제74화 위기의 남편(상편)
제75화 위기의 남편(중편)
제76화 위기의 남편(하편)
제77화 1993년 서울 초여름
제78화 일요일은 싫어요
제79화 할머니의 외출
제80화 아내는 아직도 소녀
제81화 남편한테는 양복이 어울려
제82화 생긴대로 삽시다(전편)
제83화 생긴대로 삽시댜(후편)
제84화 당신은 몇번째 여자
제85화 남보다 잘나고 싶지만(상편)
제86화 남보다 잘나고 싶지만(중편)
제87화 남보다 잘나고 싶지만(하편)
제88화 추석의 약속
제89화 마흔살 이야기
제90화 가을에는 시를 쓰겠어요
제91화 가화만사성
제92화 그게 다 선견지명이라구
제93화 착각은 자유(전편)
제94화 착각은 자유(후편)
제95화 당신의 첫사랑(전편)
제96화 당신의 첫사랑(후편)
제97화 그대 빰에 흐르는 눈물(상편)
제98화 그대 빰에 흐르는 눈물(중편)
제99화 그대 빰에 흐르는 눈물(후편)
제100화 크리스마스의 기적
제101화 새해
제102화 꽃들에게 소마을
제103화 맨발로 뛰어라
제104화 그대 사랑나무에 물이 오르면(전편)
제105화 그대 사랑나무에 물이 오르면(후편)
제106화 우리 모두 결혼합시다
제107화 새로운 시작(전편)
제108화 새로운 시작(후편)

## 참고 사항
- 줄곧 KBS 위주로 활동해 온 박리미 작가가 SBS로 자리를 옮긴 뒤 처음 집필한 작품이다.
- 방송 4개월 후 1992년 4월-20회 무렵 주인공이었던 유호정이 중도하차하고, 그로부터 약 1년 후 1993년 3월-62회 무렵 주조연급이었던 도지원, 선우재덕이 중도하차했다.[2]